# Maxim Zimin
Maxim Igorevitsj Zimin (Russisch: Максим Игоревич Зимин) (Barnaoel, Siberië, 28 april 1994) is een Russisch autocoureur.

## Carrière
Zimin begon met karten in 2001 en won de kampioenschappen van Rusland en Moskou in 2005. In 2008 won hij de Viking Trophy in Finland, waarbij hij voor Maranello Karts reed. Hij mocht zijn prijs ontvangen tijdens het FIA Champions Gala in Monaco.
In 2010 neemt Zimin deel aan zowel de Italiaanse Formule ACI-CSAI Abarth en de Formule Renault 2.0 MEC voor het team Jenzer Motorsport. Hij behaalde een podiumplaats en een snelste ronde in zijn Formule Abarth-debuut.
In 2011 neemt Zimin deel aan de GP3 Series voor Jenzer. Hij rijdt hier naast de Zwitser Nico Müller en een nog onbekende coureur.